# Воронин, Геннадий Андреевич
Геннадий Андреевич Воро́нин (род. 6 сентября 1934 года, Дзержинск, Нижегородская область — ум. 3 мая 2004 года, Дзержинск) — советский конькобежец. Участник зимних Олимпийских игр 1960 года, серебряный призёр (1958) чемпионата СССР в абсолютном зачёте, чемпион СССР (1958 - 500 м), 2-й призёр (1958 - 1500 м) чемпионата СССР, Мастер спорта СССР (1956) Муж и убийца спортсменки Инги Артамоновой (1936—1966).

## Биография
Родился в Дзержинске. Зимой с друзьями пропадал на катке, а летние вечера проводил на парковой танцплощадке. Обучался в местном химическом техникуме имени Красной армии (ДХМТ). Там же стал заниматься конькобежным спортом у тренера Александра Селивёрстова, физрука учебного заведения. Показав высокие результаты на региональном уровне, Геннадий принял решение всерьёз заняться спортивной карьерой и стал тренироваться в Горьком. 
В середине 50-х Воронин служил в армии в спортивной роте Московского военного округа, выступал за ЦСКА. С 1956 года он участвовал в чемпионатах СССР. Его результаты на 500-метровке - 44,43 секунды и даже меньше заинтересовали тренера сборной России Константина Кудрявцева и он пригласил Геннадия в сборную СССР. 
В январе 1957 года Воронин дебютировал на чемпионате Европы в Осло, заняв 11-е место  в многоборье, а на дебютном чемпионате мира в Эстерсунде показал второе время на дистанции 500 м, заняв в итоговом протоколе 13 позицию. 
В 1958 году в Осло на матче СССР - Норвегия стал первым в беге на 1500 метров и вторым на 500 метров, и в марте завоевал серебряную медаль на чемпионате СССР в Свердловске в сумме многоборья, уступив только Олегу Гончаренко.
В 1959 году на чемпионате Европы в Гётеборге он выиграл малую серебряную медаль на дистанции 500 метров, но в итоге занял 17-е место в сумме многоборья. Следом на чемпионате мира в Осло Геннадий Воронин показал первое время на дистанции 500 метров. По итогам чемпионата занял 18 место. 
В январе 1960 года занял 3-е место в забеге на 500 метров на чемпионате страны, а в феврале был участником зимних Олимпийских игр в Скво-Вэлли, где выступил неудачно, заняв 5-е место на 500 метров и 12-е место на 1500 метров. В 1962 году в Алма-Ате он и его супруга Инга Артамонова выиграли многоборье в соревнованиях на приз Министров Казахской ССР. Воронин ещё три сезона выступал на внутренних соревнованиях страны, но больших успехов не добился и в 1965 году завершил карьеру спортсмена.

## Личная жизнь
В 1959 году женился на коллеге по конькобежному спорту Инге Артамоновой. Молодые люди познакомились, деля одну квартиру, выделенную своим спортсменам обществом «Динамо». Завершив карьеру на льду, Воронин стал тренером своей жены, добившейся отличных результатов как внутри страны, так и на международной арене.
Со временем отношения в семье разладились. Геннадий стал выпивать, устраивал жене сцены ревности. В декабре 1965 года она оставила мужа, заявив о желании развестись с ним. 4 января 1966 года Воронин убил Ингу ударом ножа в сердце на глазах у её родственников.
Геннадий Воронин был приговорён к 10 годам лишения свободы. Он провёл в местах заключения полтора года, три — на вольном поселении. 
После отбытия срока вернулся в город Дзержинск, работал тренером в Детско-юношеской спортивной школе по конькобежному спорту. Умер 3 мая 2004 года на 70-м году жизни. Похоронен на Новом городском кладбище Дзержинска.